# Clotilde Bosch i Carbonell
Pour les articles homonymes, voir Bosch et Carbonell.
Clotilde Bosch i Carbonell, née en 1829 à Barcelone, en Catalogne, et morte dans l'État du Pará, au Brésil, en 1900, est une peintre catalane.

## Biographie
Elle est l'épouse de l'ingénieur Ildefons Cerdà, architecte du Plan Cerdà de la ville de Barcelone, et la mère de la célèbre harpiste Esmeralda Cervantes, nom de scène de Clotilde Cerdà i Bosch, protégée de Victor Hugo.